# Castell de Conill
El castell termenat de Conill es trobaria a la petita entitat de població del mateix nom, del municipi de Pujalt. Nasqué com un castell termenat assentat en el territori fronterer, entre els comtats cristians i els territoris de l'Àndalus. Actualment en queden poques restes.

## Història
És documentat a partir del 1019, data en què el vescomte Bermon de Cardona restituí a sant Vicenç de Cardona diversos béns entre els quals es trobaven els drets que hi tenia el castell de Conill. L'antiga església de Sant Vicenç de Conill, el castell i el lloc, apareixen en l'acta de consagració de Sant Vicenç de Cardona de l'any 1040, realitzada pel bisbe Eriball d'Urgell i els vescomtes de Cardona, com una de les possessions del cenobi. La subjecció a la canònica cardonina també es comprova en la butlla del papa Anastasi IV adreçada a l'esmentada església. L'any 1052 torna a aparèixer el castell en un document de venda que va fer Udalard d'unes terres situades dins el terme d'aquest castell a l'abat de Sant Vicenç de Cardona.
L'afermament de Cardona a Calaf, tot erigint aquesta població com a seu dels seus dominis a la regió aleshores anomenada Segarra, incidia de ple sobre el proper nucli de «Conill de Segarra» -com era aleshores conegut-. Així, en el segle xiii, es disputaven la jurisdicció del lloc el monarca i el vescomte de Cardona. La indefinió motivà una forta tensió quan, el 1303, el batlle i el lloctinent dels Cardona a Calaf s'avançaren al veguer de Cervera en el tractament d'un assassinat comés en el terme de Conill, volent així palesar que la darrera jurisdicció era vescomtal. El 1330, havent-s'hi produït un altre mort, es torna a obrir el conflicte jurisdiccional; el veguer de Cervera elevà el cas al monarca, qui delegà les actuacions a Guillem de Cervelló, el «gerensvicens» del procurador general, l'infant i primogènit Pere. De totes maneres i com en altres llocs, el rei hagué de transigir i deixà de posar-se en dubte la pertinença als Cardona de Conill de Segarra que el 1375 fou inclòs en la llista d'indrets esdevinguts comtat de Cardona.
Posteriorment, el lloc va seguir la mateixa evolució que tots els dominis dels Cardona que en foren senyors fins a l'abolició dels senyorius jurisdiccionals. La manca de necessitats defensives importants facilitaren el desvirtuament del castell de Conill, avui dia desaparegut.

## Arquitectura
Davallant pel pendent de migdia, el poble va néixer a redós del castell, les pedres del qual s'usaren per a bastir algunes cases, i actualment en queden només alguns murs.